# Jockey Club do Paraná
O Jockey Club do Parana é a entidade que administra e coordena a atividade turfistica do estado do Paraná e a sua sede esta localizada em Curitiba. É considerado a segunda entidade, desta natureza e atividade, mais antiga do Brasil.
Desde 2005 o Jockey Club é um dos patrimônios do Estado, em virtude do seu relevo histórico ao Paraná.

## História
Fundado em 2 de dezembro de 1873 pelo capitão Luís Jacamo (oficial da cavalaria imperial), sua primeira sede e pista ocupavam o terreno localizado na atual cruzamento na Avenida Marechal Floriano Peixoto com a Avenida Kennedy (onde esta o Hospital Psiquiátrico Nossa Senhora da Luz) e ficou conhecido por Prado Jacomé, mas em 1899 houve a mudanças de endereço, para um local maior, no bairro Guabirotuba. Ali houve a construção de uma ampla arquibancada para acomodar aos espectadores da classe alta curitibana e atualmente a localidade é conhecida por Prado Velho em virtude desta herança e a arquibancada foi preservada, fazendo parte do patrimônio da Pontifícia Universidade Católica do Paraná e a antiga Tribuna do Hipódromo do Guabirotuba, transformou-se no Museu Universitário da PUCPR, aberto desde 1984.
Neste local, ocorreram fatos históricos para Curitiba, como o primeiro grande evento de futebol da cidade, em 1909. Inicialmente houve uma disputa de futebol, na cidade de Ponta Grossa, num combinado de descendentes de alemães de Curitiba, contra inglese que construíam uma estrada de ferro em Ponta Grossa. Após o jogo ocorrido em Ponta Grossa, estes curitibanos criaram o Coritiba Foot Ball Club (o primeiro clube do estado) e receberam os ingleses para sua primeira partida de um clube paranaense, utilizando o gramado do Jockey, no dito Prado do Guabirotuba. Em 1914, quando ocorreu o primeiro voo e pouso de um avião na cidade, também foi no gramado do Prado do Guabirotuba, assim como, em junho de 1919, no prêmio "Dr Benjamin Pessoa", marcou a presença da primeira Miss Paraná e a segunda colocada no Miss Brasil 1929, a srta. Didi Caillet. E outra miss que compareceu no Prado do Guabirotuba, foi Marta Rocha, no "G.P. Paraná" de 1954, ultimo grande evento deste local.
A partir de 1955 o Jockey Club do Paraná transferiu-se para a sua atual sede, localizada na Avenida Victor Ferreira do Amaral, no Bairro do Tarumã